# M-ON! Press
M-ON! Press（エムオンプレス）は、エムオン・エンタテインメントが2015年4月1日にオープンしたエンタテインメントのニュース記事を集約したウェブサイト。

## 沿革
- 2015年
  - 4月1日 - M-ON! Pressオープン[1]。
- 2021年
  - 6月 - THE FIRST TIMESの開始[2]により、M-ON! Press'での記事掲載を終了。

## 記事のジャンル
- エンタメ
  - M-ON! MUSIC NEWS
  - M-ON! MUSIC
  - リスアニ!
  - GiRLPOP
- ウーマン
  - andGIRL
  - mamagirl
  - アロハエクスプレス
- ライフスタイル
  - デジモノステーション
  - YATTAR JAPAN
- インフォ